# Aviso-hajó

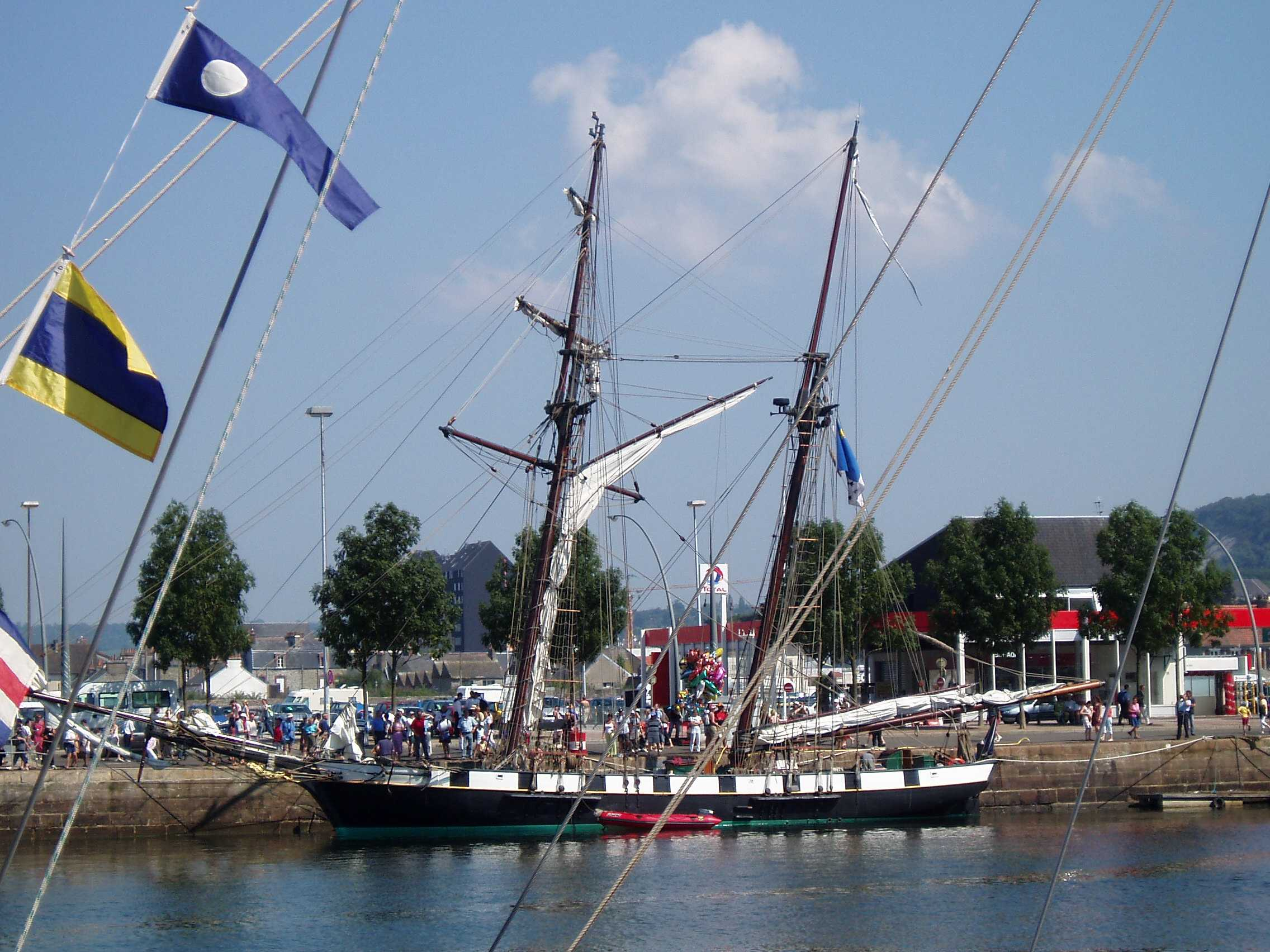
Az 1817-es tervek alapján újra felépített La Recouvrance aviso-hajó Cherbourg kikötőjében (2005. július 14-én)

Az „aviso-hajók”, avagy „hírvivő” hajók olyan, gyorsjáratú vitorlások voltak, amiket egyaránt használtak felderítésre és üzenetközvetítésre. Mivel a tulajdonképpeni harcban nem vettek részt, csak néhány, kisebb űrméretű ágyúval fegyverezték fel őket.